# Eskimosprachen
Die Eskimosprachen, genannt auch Eskimo, sind neben dem Aleutischen eine Unterfamilie der eskimo-aleutischen Sprachen, die von den Eskimos in Nordost-Sibirien, Alaska, Nord-Kanada und Grönland gesprochen werden.
Generell werden die Eskimosprachen in zwei große Gruppen eingeteilt: Yupik oder Western Eskimo in Ost-Alaska, auf einigen Inseln der Beringstraße und in Nordostasien sowie Inuit oder Eastern Eskimo von Nordalaska bis Ostgrönland.
- Eskimo[1]
  - Inuit oder Inupiaq-Inuktitut
    - Grönländisch oder Kalaallisut (Grönland, 58.000)
    - Inuktitut (Ostkanada, 40.000)
    - Inuinnaqtun (Westkanada, 14.000)
    - Inupiaq (Nordalaska, 10.000)

  - Yupik
    - Alaska-Yupik
      - Zentral-Alaska-Yupik (17.000)
Dialekte: General Central Yupik inkl. Yukon-Kuskokwim, Egegik, Hooper-Bay-Chevak, Nunivak, Norton Sound
      - Pazifik-Golf-Yupik (Alutiiq, Suk, Sugpiaq) (100)
Dialekte: Chugach, Koniag

    - Sibirisch-Yupik oder Yuit
      - Chaplino-Naukan
        - Chaplino (Zentral-Sibirisch-Yupik) (1.100)
Dialekte: Chaplinski, St Lawrence Isld.
        - Naukan (Naukanski) (75)

      - Sirenik
        - Sirenik (Sirenikski) † seit 1997 ausgestorben

Während die Unterscheidung zwischen Western Eskimo und Eastern Eskimo strukturelle Gründe hat, ist die Unterteilung in die verschiedenen Dialektgruppen nicht als eine strikte Unterscheidung verschiedener Sprachen zu verstehen, sondern orientiert sich oft am Vorkommensgebiet und den lokalen Eigenbezeichnungen.
Eskimo und die Yupik-Sprachen bilden jeweils ein Dialektkontinuum.